# Augustin Reinhard Stricker
Augustin Reinhard Stricker (1675 - 1718/1723) fou un tenor, compositor i mestre de capella alemany.
Va estar al servei de Frederic I de Prússia com a músic de cambra, tenor i compositor (1702-1712), després desenvolupà el mateix càrrec en la cort del príncep d'Anhalt-Köthen, sent el predecessor de Bach en aquest càrrec.
Va compondre les òperes El triomf de la bellesa sobre els herois, en col·laboració amb Gottfried Finger i Jean Baptiste Volumier (Berlín, 1706), i El matrimoni d'Alexandre i Roxana (Berlín, 1708), devent-se-li, a més sis cantates italianes (Köthen, 1715).